# 威利狼與嗶嗶鳥
威利狼（英語：Wile E. Coyote，又译为“歪心狼”）和嗶嗶鳥（英語：The Road Runner，又译为“BB鸟”）是華納兄弟喜劇卡通系列《樂一通》裡的一對角色搭檔，外觀造型上是分別將郊狼及走鵑給予擬人化的動物角色。

## 作品內容
情節上主要描述著總是在砂漠荒野上快樂奔跑的嗶嗶鳥；與想將對方抓住吃掉的威利狼，上演著你追我跑的追逐戲碼。而威利狼每次構思各種計畫、使用各種道具都無法成功抓到嗶嗶鳥，且反被自己的計畫、或是各種荒謬無厘頭的突發狀況給反噬。
在作品裡威利狼是個棕色模樣郊狼，牠時常使用著火藥、陷阱、或是購買著來自一家名叫Acme公司所開發的各種產品來對付嗶嗶鳥。而除了在一些特別演出的動畫作品裡，威利狼都沒有講出任何台詞；都是舉起寫著字句的牌子來反映出自己當下的心境。
嗶嗶鳥在外型上則是有著淺藍及紫色羽毛的走鵑，牠靠著極快的衝刺速度以及超乎常理的好運來躲避威利狼捕捉。嗶嗶鳥在Cartoon Network之廣告中還曾與閃電俠、飛飛鼠進行賽跑，結果因為過度疲累而差點被威利狼抓到。在作品裡嗶嗶鳥唯一發出的台詞是「嗶！嗶！」叫聲。

## 構思

### 角色創造
由美國作家馬克·吐溫在1872年發行的小說《苦行記》；在裡頭有數句關於野外郊狼的描述如「外形修長、看起來病懨懨又醜惡、瘦骨如柴的東西」（a long, slim, sick and sorry-looking skeleton）、以及「牠永遠總是飢餓著，就像個活生生代表著慾望的象徵」（a living, breathing allegory of Want. He is always hungry）等內容，成為了查克·瓊斯在創作威利狼時的靈感。而華納卡通動畫師肯·哈里斯（Ken Harris）的面部神情，也被查克·瓊斯作為威利狼的模樣來源。威利狼的名字「威利」（Wile）引用著英文字詞「詭計多端」（Wily），而牠的中間名「E」最初雖沒有特別含意，但之後在1973年由Western Publishing出版的一篇漫畫裡有代表著「埃塞爾伯特」（Ethelbert）意思的劇情設定。
嗶嗶鳥的叫聲「嗶！嗶！」靈感來自《樂一通》系列動畫師保羅·朱利安（Paul Julian）有時在迷路時；刻意模仿出汽車喇叭的聲音。保羅·朱利安本人雖表示過嗶嗶鳥的叫聲拼音應是「Hmeep！Hmeep！」，但作品上呈現的拼音寫法是「Beep！Beep！」。
而在動畫裡總是上演著威利狼和嗶嗶鳥你追我跑的橋段，則是查克·瓊斯戲仿改編自米高梅公司的卡通影集《湯姆貓與傑利鼠》內容。

### 法則
查克·瓊斯在著作《Chuck Amuck: The Life and Times of an Animated Cartoonist》裡提到影集《威利狼與嗶嗶鳥》劇情理有著固定的模式法則，其中包含著：
- 嗶嗶鳥除了邊跑邊發出「嗶、嗶」叫聲外不會特別去招惹威利狼。[7]
- 威利狼只會被自己構思的計畫、或是購買ACME公司的產品去捕抓嗶嗶鳥時給反害到自己。[7]
- 除非威利狼不是一個「狂熱者(fanatic)」，否則他不會有停止捕抓嗶嗶鳥的想法。[7]
- 影集裡除了嗶嗶鳥發出「嗶、嗶」聲外不會有其它對白。[7]
- 嗶嗶鳥一定要待在路面（road）才符合牠身為走鵑（road runner）的身份。[7]
- 劇情場景限定採用在美國西南方一帶的砂漠，即郊狼和走鵑的自然棲地。[7]
- 威利狼所購買的道具一定都是由ACME公司所生產。[7]
- 儘量讓威利狼遭殃的場景與地心引力因素相關，如從斷崖而下高處墜落。[7]
- 在威利狼失敗的場面中，令人感覺到使自己出糗的成份；要比讓自己受傷害的成份高。[7]

雖然查克·瓊斯提到作品裡有法則因素，但另名創造者麥克·馬爾提斯曾表示這些只是事後發現有雷同點而弄出來的內容；而他在製作1949至1959年期間的《威利狼與嗶嗶鳥》影集時都沒聽過有所謂的法則存在。

## 登場作品

### 動畫
首部在電視上播出的卡通為1949年9月17日的《Fast and Furry-ous》，在2015年前《威利狼和嗶嗶鳥》系列共播出了48集，每集的長度多介於六至七分鐘上下。後續在2010年起有開始以CG方式來製作動畫。
其中在1962年6月2日另有上映名為《嗶嗶鳥大冒險》（Adventures of the Road Runner）半小時劇情長度的短篇動畫電影。

### 漫畫
威利狼在首次登場的漫畫作品是1949年5月第91期的《樂一通與梅里小旋律》漫畫期刊裡，當時牠使用的名字則是「凱爾西狼」（Kelsey Coyote）。而嗶嗶鳥初次現身的漫畫則是由戴爾漫畫所推出《Bugs Bunny Vacation Funnies》期刊在1958年8月的第8期中。

### 其它
數部引用《樂一通》卡通角色的電影如《怪物奇兵》、或《樂一通大顯身手》都有威利狼和嗶嗶鳥的出現。其它一些以《樂一通》為題材的電子遊戲也有牠們兩名角色的出現。

## 引用
在電視動畫影集《蓋酷家庭》第一季第二集《I Never Met the Dead Man》裡頭，有讓威利狼與嗶嗶鳥和該影集角色葛痞德一同演出。
而嗶嗶鳥也有作為時代華納在提供同軸電纜網路服務方面業務的招牌圖示；也是公司所開發的除雪劑的商品吉祥物。
美国汽车制造商克莱斯勒曾经的子品牌普利茅斯在1968-1980年推出的一款双门中型肌肉车“公路跑者”即以哔哔鸟的名字（Road Runner）命名。普利茅斯在当时支付五万美金予华纳兄弟-七艺公司（即现在的华纳兄弟公司）以获得此形象与威利狼（多用于广告宣发）的使用版权，另支付一万美金将其标志性的“哔！哔！”叫声用于该款车型的喇叭上。

## 反應
在2013年《電視指南》雜誌中，威利狼被列為史上前60位最使壞的反派角色之一。

## 外部連結
- 《樂一通》的威利狼角色介紹（英文）
- 《樂一通》的嗶嗶鳥角色介紹（英文）